# Corealithus coreanus
Corealithus coreanus is een spinnensoort uit de familie van de Phrurolithidae.
De wetenschappelijke naam van de soort werd in 1991 als Phrurolithus coreanus gepubliceerd door Kap Yong Paik.